# Genocidio de serbios en el Estado Independiente de Croacia
El genocidio de los serbios (en serbocroata: Genocid nad Srbima, Геноцид над Србима) fue la persecución sistemática de los serbios que fue cometida durante la Segunda Guerra Mundial por el régimen fascista de los Ustacha en el estado títere nazi alemán conocido como el Estado Independiente de Croacia (en serbocroata Nezavisna Država Hrvatska o NDH) entre 1941 y 1945. Se llevó a cabo mediante ejecuciones en campos de exterminio, así como mediante asesinatos en masa, depuración étnica, deportaciones, conversiones forzadas al catolocismo y violaciones de guerra. Este genocidio se llevó a cabo simultáneamente con el Holocausto en el EIC, así como con el genocidio de los gitanos, al combinar las políticas raciales nazis con el objetivo final de crear una Gran Croacia étnicamente pura.
La base ideológica del movimiento Ustacha se remonta al siglo XIX. Varios nacionalistas e intelectuales croatas establecieron teorías sobre los serbios como una raza inferior. El legado de la Primera Guerra Mundial, así como la oposición de un grupo de nacionalistas a la unificación en un estado común de eslavos del sur, influyó en las tensiones étnicas en el recién formado Reino de los Serbios, Croatas y Eslovenos (desde 1929 Reino de Yugoslavia). La dictadura del 6 de enero y las posteriores políticas anti-croatas del gobierno yugoslavo dominado por los serbios en las décadas de 1920 y 1930 impulsaron el surgimiento de movimientos nacionalistas y de extrema derecha. Esto culminó con el surgimiento de los Ustacha, una organización ultranacionalista, fascista y terrorista, fundada por Ante Pavelić. El movimiento fue apoyado económica e ideológicamente por Benito Mussolini, y también estuvo involucrado en el asesinato del rey Alejandro I.
Tras la invasión de Yugoslavia por las potencias del Eje en abril de 1941, se estableció un estado títere alemán conocido como Estado Independiente de Croacia, que comprendía la mayor parte de la actual Croacia y Bosnia y Herzegovina, así como partes de la actual Serbia y Eslovenia gobernado por los Ustacha. El objetivo de los Ustacha era crear una Gran Croacia étnicamente homogénea mediante la eliminación de todos los no croatas, siendo los serbios el objetivo principal, pero los judíos, los gitanos y los disidentes políticos también fueron el objetivo de la eliminación. Se cometieron masacres a gran escala y se construyeron campos de exterminio, siendo el más destacado el campo de concentración de Jasenovac, que se destacó por su alta tasa de mortalidad y las prácticas bárbaras que se producían en él. Además, el NDH fue el único estado títere del Eje que estableció campos de concentración específicamente para niños. El régimen asesinó sistemáticamente entre 200 000 y 500 000 serbios. Además, más de 300 000 fueron expulsados y al menos 200 000 más fueron convertidos por la fuerza, la mayoría de los cuales se reconvirtieron después de la guerra. Proporcional a la población, el NDH fue uno de los regímenes europeos más letales.
Mile Budak y otros altos funcionarios del NDH fueron juzgados y condenados por crímenes de guerra por las autoridades comunistas. Los comandantes de campos de concentración como Ljubo Miloš y Miroslav Filipović fueron capturados y ejecutados, mientras que el  arzobispo de Zagreb Aloysius Stepinac fue declarado culpable de conversión forzada al catolocismo romano. Muchos otros escaparon, incluido el líder supremo Ante Pavelić, la mayoría a América Latina. El genocidio no se examinó adecuadamente después de la guerra, porque el gobierno yugoslavo de la posguerra no alentó a los académicos independientes por temor a que las tensiones étnicas desestabilizaran al nuevo régimen comunista. Hoy en día, el 22 de abril, Serbia marca el día festivo dedicado a las víctimas del genocidio y el fascismo, mientras que Croacia realiza una conmemoración oficial en el sitio conmemorativo de Jasenovac.

## Antecedentes
Muchos estudiosos afirman que la base ideológica del movimiento Ustacha se remonta al siglo XIX cuando Ante Starčević estableció el Partido Croata por los Derechos, así como cuando Josip Frank se separó de su fracción extrema y formó su propio Partido de los Derechos Puros. Starčević fue una gran influencia ideológica en el nacionalismo croata de los Ustacha. Era un defensor de la unidad e independencia croatas y era tanto anti-Habsburgo, como Starčević veía al principal enemigo croata en la Monarquía de los Habsburgo, y anti-serbio. Imaginó la creación de una Gran Croacia que incluiría territorios habitados por bosnios, serbios y eslovenos, considerando a bosnios y serbios croatas que se habían convertido al islam y al cristianismo ortodoxo oriental. En su demonización de los serbios, afirmó "cómo los serbios de hoy son peligrosos para sus ideas y su composición racial, qué inclinación por las conspiraciones, las revoluciones y los golpes de estado llevan en la sangre". Starčević llamó a los serbios una "raza inmunda", un "pueblo nómada" y "una raza de esclavos, las bestias más repugnantes", mientras que el cofundador de su partido, Eugen Kvaternik, negaba la existencia de serbios en Croacia, viendo su conciencia política como una amenaza. El escritor Milovan Đilas cita a Starčević como el "padre del racismo" y el "padre ideológico" de los Ustacha, mientras que algunos ideólogos de los Ustacha han vinculado las ideas raciales de Starčević con la ideología racial de Adolf Hitler.
El partido de Frank adoptó la posición de Starčević de que los serbios son un obstáculo para las ambiciones políticas y territoriales croatas, y las actitudes agresivas contra los serbios se convirtieron en una de las principales características del partido. Los seguidores del ultranacionalista Partido de los Derechos Puros eran conocidos como los Frankistas (Frankovci) y se convertirían en el grupo principal de miembros del movimiento Ustacha posterior. Tras la derrota de las potencias centrales en la Primera Guerra Mundial y el colapso del Imperio Austro-Húngaro, se formó un estado provisional en los territorios del sur del imperio, que se unió al Reino de Serbia asociado a los Aliados para formar el Reino de los Serbios, Croatas y Eslovenos (más tarde conocidos como Yugoslavia), gobernados por la dinastía serbia Karađorđević. El historiador John Paul Newman explicó que la influencia de los frankistas, así como el legado de la Primera Guerra Mundial, tuvo un impacto en la ideología Ustacha y sus futuros medios genocidas. Muchos veteranos de guerra habían luchado en varios rangos y en varios frentes tanto en el lado "victorioso" como en el "derrotado" de la guerra. Serbia sufrió la mayor tasa de bajas del mundo, mientras que los croatas lucharon en el ejército austrohúngaro y dos de ellos sirvieron como gobernadores militares de Bosnia y Serbia ocupada. Ambos respaldaron los planes de desnacionalización de Austria-Hungría en tierras pobladas por serbios y apoyaron la idea de incorporar una Serbia domesticada al Imperio. Newman afirmó que la "oposición inquebrantable a Yugoslavia de los oficiales austrohúngaros proporcionó un modelo para la derecha radical croata, los Ustacha". Los Frankistas culparon a los nacionalistas serbios de la derrota de Austria-Hungría y se opusieron a la creación de Yugoslavia, que fue identificada por ellos como una tapadera para la Gran Serbia. La conciencia nacional croata apareció después del establecimiento de un estado común de eslavos del sur y se dirigió contra el nuevo reino, más concretamente contra el predominio serbio dentro de él.